# Nancy Huston
Nancy Louise Huston (Calgary, 16 de setembro de 1953) é uma escritora canadense.

## Biografia
Abandonada pela mãe aos 6 anos de idade, mudou-se para os Estados Unidos com o pai aos 15 anos. Em 1973, morando em Paris, atuou nos grupos marxistas que se haviam formado após os protestos de 1968. Ao mesmo tempo, estudava na École des Hautes Études en Sciences Sociales, obtendo o mestrado sob orientação de Roland Barthes e publicando um ensaio sobre o uso do palavrão, em 1980.
Em 1981, foi indicada ao Prêmio Femina pelo seu primeiro romance, Les Variations Goldberg. No entanto, só receberia o prêmio em 2006, Lignes de faille.
Inicialmente escrevia em francês. Passou a usar também o inglês em 1993, quando escreveu Plainsong/Cantique des plaines, e passou a alternar entre as duas línguas, conforme as características de cada livro, e também traduzindo sa suas próprias obras. Em 1974 casou com o filósofo Tzvetan Todorov com quem teve dois filhos. Em 2014 se divorciaram.

### Romance
- 1981 - Les Variations Goldberg
- 1985 - Histoire d'Omaya
- 1989 - Trois fois septembre
- 1993 - Cantique des plaines
- 1994 - La Virevolte
- 1996 - Instruments des ténèbres
- 1998 - A Marca do Anjo - no original L'Empreinte de l'ange
- 1999 - Prodige
- 2001 - Dolce agonia
- 2003 - Une adoration
- 2006 - Fio da memória - no original Lignes de faille
- 2010 - Infravermelho - no original Infrarouge
- 2013 - Danse noire
- 2014 - Bad Girl: classes de littérature
- 2016 - Le Club des miracles relatifs

### Teatro
- 2002 - Angela et Marina
- 2009 - Jocaste reine
- 2011 - Klatch avant le ciel

### Ensaios
- 1979 - Jouer au papa et à l'amant
- 1980 - Dire et interdire: éléments de jurologie
- 1982 - Mosaïque de la pornographie
- 1990 - Journal de la création
- 1995 - Tombeau de Romain Gary
- 1995 - Pour un patriotisme de l'ambiguïté
- 1996 - Désirs et réalités - textes choisis (1978-1994)
- 1999 - Nord perdu, suivi de Douze France
- 2000 - Limbes / Limbo
- 2004 - Professeurs de désespoir
- 2004 - Âmes et corps - textes choisis (1981-2003)
- 2007 - Passions d'Annie Leclerc
- 2008 - L'Espèce fabulatrice
- 2012 - Reflets dans un œil d'homme

### Correspondência
- 1984 - À l'amour comme à la guerre
- 1986 - Lettres parisiennes

### Infanto-juvenil
- 1992 - Véra veut la vérité
- 1993 - Dora demande des détails
- 1998 - Les Souliers d'or
- 2011 - Ultraviolet[7][8]